# Konstantinos Floros

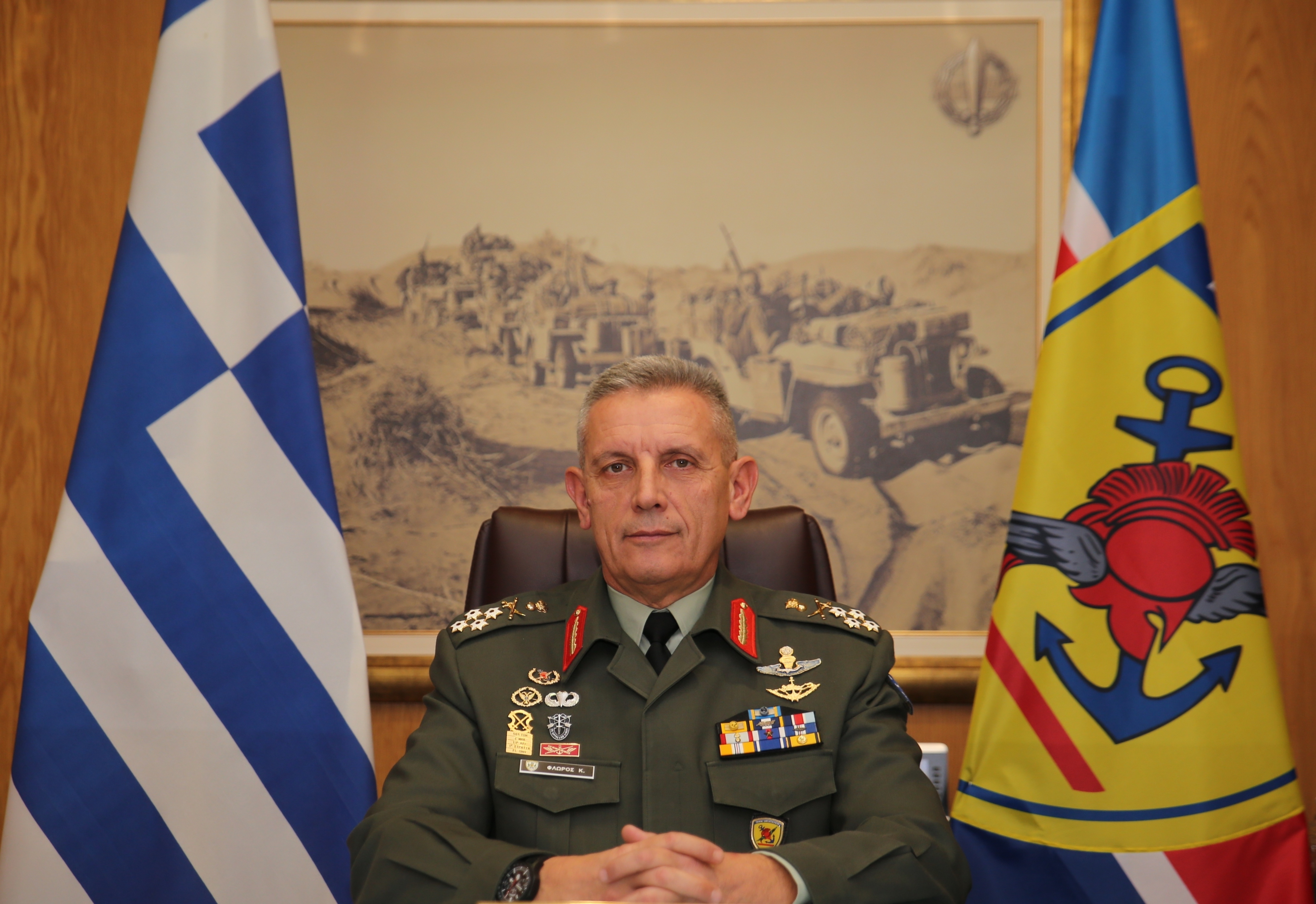
Konstantinos Floros (2018)

Konstantinos Floros (* 24. Juni 1961 in Chalkis/Euböa) ist ein griechischer Offizier im Range eines Generals. Von Januar 2020 bis Januar 2024 war er Stabschef der griechischen Streitkräfte und damit deren oberster militärischer Befehlshaber.

## Laufbahn
Seit 1979 besuchte Flores die griechische Militärakademie und schloss diese 1983 als Infanterieleutnant ab. Anschließend diente er zunächst an der Unteroffiziersschule. Im Jahr 1986 wechselte er zu den Spezialeinsatzkräften und diente bei diesen in den nächsten Jahren in verschiedenen Positionen. In dieser Zeit absolvierte er neben den einschlägigen Armeeschulen 1989 auch Kurse in der Elite-Underwater-Demolition-Unit der griechischen Marine und 1992 im United States Army John F. Kennedy Special Warfare Center and School, wo er sich als bester ausländischer Student seines Jahrgangs bewältigte.
Im Jahr 1999 besuchte er die Oberste Kriegsschule und wurde nach seinem Abschluss zum 13. Amphibischen Jägerregiment versetzt. Nachdem er 2003–2004 als Stabsoffizier in der Direktion für Spezialkräfte des Generalstabs der Griechischen Armee gedient hatte, wurde er zum Kommandeur des Elitegeschwaders VII der Amphibischen Jäger ernannt. Im Jahr 2005 wechselte Flores als Vertreter Griechenlands zum Supreme Headquarters Allied Powers Europe. Nach einem Aufbaustudium in Griechenland wechselte er 2009 in den griechischen Generalstab. Zwei Jahre später wurde er Stabschef der 16. Infanteriedivision.
In den Generalsrang befördert, übernahm er 2012 das Kommando über eine Brigade der griechischen Spezialkräfte. Im Jahr 2014 wurde er in den Stab des Griechischen Heeres versetzt. Ein Jahr später, zum Generalmajor befördert, folgte die Versetzung zum Stab der Streitkräfte. Dort übernahm er in den nächsten Jahren verschiedene Aufgaben. Als Generalleutnant übernahm er am 17. Januar 2019 das Kommando über die 1. Griechische Armee. Ein Jahr später wurde in den Rang eines Viersternegenerals befördert und zum Stabschef der Griechischen Streitkräfte ernannt.

## Privates
Konstantinos Floros ist verheiratet und Vater von zwei Töchtern. Neben seiner Muttersprache spricht er auch fließend Englisch.